# 砂漠の海賊!キャプテンクッパ
『砂漠の海賊!キャプテンクッパ』（さばくのかいぞく!キャプテンクッパ）は、谷上俊夫による少年漫画作品。『別冊コロコロコミック』（小学館）において、2000年4月号から2001年12月号まで連載された。単行本は全2巻。2001年にテレビアニメ化された。

## あらすじ
水暦3501年、巨大なエネルギー戦争により気象コントロール衛星「カクテキ」が破壊、それにより地球上から海が消え、砂漠と化した。その後、ビビンバが仕切る巨大企業「プルコギ」により残った水は独占されていた。そんな中、少年クッパの冒険が始まった。

## 登場人物
クッパ
声 - くまいもとこ
11歳の元気な少年。「危険は冒険のスパイス」を信条に旅をする。名前の由来は朝鮮料理のクッパから。
ユッケ
声 - かないみか
14歳。おてんば少女。クッパの姉。名前の由来は朝鮮料理のユッケから。
ドラム-2
声 - 千葉一伸
ドラムカンのようなロボットで水がエネルギー源。クッパの相棒だが、クッパと違って「昼寝とラクチンがいい」と言うめんどくさがり屋。バトルモードという理不尽な変形をする。バトルモード時はクッパが操縦する仕組みだが、漫画版では更にその上のハイパーモードという形態が存在する。
ジェット
声 - 鈴木琢磨
ジェントルっぽいロボット。ユッケの相棒。ドラムと合体できる。外見は違うが、ドラムと似たようなシリーズのロボットの為か、ドラムからは「ドラム-3」と呼ばれる。本人はその呼び方を嫌っており、ドラムの事を「イモドラム」と言う。
ビビンバ
声 - 大川透
水を独占する水マフィア「プルコギ」のボス。悪い人であるが間抜けでもある。名前の由来は朝鮮料理のビビンバから。
ナカヤマ支店長
声 - 園部啓一
ビビンバの手下で頭に水道の蛇口を被ってる。お金が大好き。
カルビ
クッパの祖父で育ての親。自称『正義の海賊』を名乗ってるが、高齢のためギックリ腰を頻繁に起こしてる。クッパが持ってる大剣はカルビから与えられたもの。
ラー
漫画版でクッパが最初に闘ったビビンバの手下。熊とゴリラを合わせた様な外見で、合体するとローラースケートになる小型ロボット達を引き連れ、金棒を武器にする。
キーマン
ビビンバの手下のロボット。ある村の井戸に付いてる錠前の鍵だが、人型に変形できる。更に身体から引力の様なものを出して、周囲の岩を鎧として身に纏う。
プライズ
カクテキの手下のロボット。巨大空母の艦長をしており、何体ものロボットを従えている。実はカルビが現役の頃に何度か闘った仲である。クッパとの対決で「鬼ごっこ」という対決をしたが、クッパの仲間を見捨てない精神と、困難をモノともしない根性と知恵を見た上、クッパがカルビの孫という事を知った為か、昔カルビの使っていた大剣から盗った部品をクッパに託した（その大剣は元々レーザーソードであった）他のカクテキの手下と違って、クッパを応援してる雰囲気がある。
スノーファイター
カクテキの手下。浮遊して雪をまとって巨大な雪玉を作り出すマシンを操るが、本体はクッパより小さな雪だるま姿の生き物。
ドラム-1
カクテキの手下のロボット。ドラム-2と同じドラムシリーズのロボット（ドラムシリーズとは惑星気象センターで人間の補佐をしていたロボットである）。ドラム-2にとっては兄にあたる。カクテキにプログラムを書き換えられた為、クッパ達の敵となっている。ドラム-2同様に変形できるが、変形した形態は操縦者を必要としない完全自律型のロボットである。
ジャン博士
回想シーンにのみ登場するキャラで、クッパの実の父。惑星気象センターの局長で暴走したカクテキの回路を最後まで切ろうとしたが失敗した為、赤ん坊だった頃のクッパをドラム-2に託して脱出ロケットに乗せて気象センターから脱出させた。
カクテキ
惑星気象センターの制御コンピュータ。そもそもは惑星安全評議会から「全てに優先して惑星自身の生命を守れ！」と命令されたが、元々人間達の環境破壊のために惑星が死にかけてた事から、人間を駆除の対象として評議会を消滅させ、惑星上の海の水を全て凍らせて、世界を干上がった世界に変えてしまった。

### アニメオリジナルキャラクター
サムゲタン
声 - 三木眞一郎
謎の美形。名前の由来は朝鮮料理のサムゲタンから。
ベア
声 - 梁田清之
ビビンバの手下。くまさん。無口で力持ち。
ウルフ / グレイ
声 - 森川智之
ビビンバの手下。狼男で二重人格。ウルフが硬派狼でグレイが軟派男。
さくらんぼ
声 - 加藤優子
ビビンバの手下。セクシーなお姉さまでベアとウルフと一緒にトリオで活動する。
すいか
声 - 千葉紗子
ビビンバの手下。ミニガールズ。上の二人の手伝いしたり、ビビンバの秘書をしたりと忙しい。

## テレビアニメ
NHK衛星第二の衛星アニメ劇場内で2001年8月13日から2002年2月11日まで放送された。全26話。2008年1月からキッズステーションでも放送された。
登場人物のサムゲタンとグレイの二人は高い人気を呼び、番組内で視聴者から送られた二人のイラストを紹介する「麗しのふたり」というコーナーもあった。

### スタッフ
- 原作 - 谷上俊夫（別冊コロコロコミック連載）
- 監督・シリーズ構成 - 真下耕一
- キャラクターデザイン - 若林厚史、門智昭
- メカニカルデザイン - 寺岡賢司
- 色彩設計 - 小島真喜子
- 美術監督 - 小山俊久
- 撮影監督 - 森下成一、大野唯史
- 編集 - 森田清次
- 音楽 - 松尾早人
- 音楽監督 - 中野徹
- プロデューサー - 末川研
- アニメーション制作 - ビィートレイン
- 企画・製作 - 総合ビジョン

### 主題歌
オープニングテーマ「Realize」
作詞・作曲 - 田村直美 / 編曲 - 川本盛文 / 歌 - 田村直美
エンディングテーマ「Treasure」
作詞 - 椎名可憐 / 作曲・編曲 - 小倉良 / 歌 - RED

### 各話リスト
| 話 | 放送日         | サブタイトル      | 脚本       | 絵コンテ   | 演出     | 作画監督                |
| -- | -------------- | ----------------- | ---------- | ---------- | -------- | ----------------------- |
| 1  | 2001年 8月13日 | 水欲しいだべ      | 面出明美   | 真下耕一   | 守岡博   | 岡辰也 寺岡賢司（メカ） |
| 2  | 8月20日        | 欲望ありだべ!     | 松井亜弥   | 山野あきら | 有江勇樹 | 門智昭                  |
| 3  | 8月27日        | リベンジするだべ! | 面出明美   | 寺東克己   | 川面真也 | 番由紀子                |
| 4  | 9月3日         | 合体ありだべ      | 松井亜弥   | 山野あきら | 有江勇樹 | 門智昭                  |
| 5  | 9月10日        | 乙女が行くだべ!   | 面出明美   | 守岡博     | 守岡博   | 小曽根孝夫              |
| 6  | 9月17日        | 危険ありだべ!     | 松井亜弥   | 多田俊介   | 有江勇樹 | 岡辰也                  |
| 7  | 9月24日        | 友情なしだべ!     | 山本由利恵 | 守岡博     | 守岡博   | 番由紀子                |
| 8  | 10月1日        | 正義なしだべ!     | 橋本昌和   | 多田俊介   | 橋本昌和 | 岩岡優子                |
| 9  | 10月8日        | お手紙来ただべ!   | 面出明美   | 守岡博     | 守岡博   | 番由紀子                |
| 10 | 10月15日       | 変身ありだべ!     | 松井亜弥   | 多田俊介   | 山本秀世 | 岡辰也                  |
| 11 | 10月22日       | ドキドキありだべ! | 面出明美   | 石山タカ明 | 橋本昌和 | 門智昭                  |
| 12 | 10月29日       | 弁解ありだべ!     | 山本由利恵 | 嵯峨敏     | 川面真也 | 岩岡優子                |
| 13 | 11月5日        | 恋愛なしだべ!     | 松井亜弥   | 嵯峨敏     | 山本秀世 | 番由紀子                |
| 14 | 11月12日       | 波風ありだべ!     | 面出明美   | 守岡博     | 橋本昌和 | 岡辰也                  |
| 15 | 11月19日       | 信念ありだべ!     | 裕木陽     | 守岡博     | 川面真也 | 小曽根孝夫              |
| 16 | 11月26日       | 勇気なしだべ!     | 山本由利恵 | 石山タカ明 | 守岡博   | 門智昭                  |
| 17 | 12月3日        | 秘密ありだべ!     | 面出明美   | 多田俊介   | 橋本昌和 | 岩岡優子                |
| 18 | 12月10日       | 絶望ありだべ!     | 松井亜弥   | 石山タカ明 | 有江勇樹 | 番由紀子                |
| 19 | 12月17日       | 援助なしだべ!     | 面出明美   | 守岡博     | 山本秀世 | 岡辰也                  |
| 20 | 12月24日       | 服従ありだべ!     | 裕木陽     | 嵯峨敏     | 守岡博   | 門智昭                  |
| 21 | 2002年 1月7日  | 同情なしだべ!     | 山本由利恵 | 多田俊介   | 橋本昌和 | 岩岡優子                |
| 22 | 1月14日        | 裏切りありだべ!   | 面出明美   | 川面真也   | 澤井幸次 | 番由紀子                |
| 23 | 1月21日        | お気楽ありだべ!   | 松井亜弥   | 黒澤雅之   | 山本秀世 | 小曽根孝夫              |
| 24 | 1月28日        | 約束なしだべ!     | 山本由利恵 | 守岡博     | 守岡博   | 岡辰也                  |
| 25 | 2月4日         | 明日なしだべ!     | 松井亜弥   | 多田俊介   | 川面真也 | 岩岡優子                |
| 26 | 2月11日        | ありがとう、だべ! | 面出明美   | 石山タカ明 | 有江勇樹 | 門智昭                  |